# Guevenatten
Guevenatten (en alsacià Gavenàtt) és un municipi francès, situat a la regió del Gran Est, al departament de l'Alt Rin. L'any 1999 tenia 144 habitants.

## Demografia
| 1962 | 1968 | 1975 | 1982 | 1990 | 1999 |
| ---- | ---- | ---- | ---- | ---- | ---- |
| 92   | 102  | 98   | 88   | 110  | 144  |

## Administració
| Període   | Identitat        | Partit |
| --------- | ---------------- | ------ |
| 1992-2001 | Patrick Fischer  |        |
| 2008-     | Bernard Schittly |        |